# 卓源站
卓源地铁站（英語：Toh Guan MRT Station，代號JE4）是新加坡地鐵裕廊區域線上的車站，位于新加坡本岛裕廊東规划区。车站预计将于2028年启用。